# Памятник 50-й параллели (Харьков)
Памятник 50-й параллели  — оригинальный знак в Харькове, символизирующий, что Харьков является самым крупным городом на 50-й параллели северной широты. Установлен в Городском саду им. Шевченко точно по линии прохождения 50-й параллели северной широты.

## История сооружения
Работа над проектированием памятника началась в 2004 году. 20 августа Харьковский горисполком совместно с Харьковской областной организацией Национального Союза архитекторов Украины объявил конкурс на создание памятного знака 50-й параллели. В конкурсе принимали участие более десятка работ. Для обеспечения непредвзятости оценивания, работы демонстрировались анонимно — вместо фамилий авторов стояли цифры. Первое место занял проект с предложением достроить амфитеатр Харьковского национального академического театра оперы и балета и установить бассейн с чёрным шаром сверху. Второе место занял проект «макушки земли» с картой Харькова — именно он и стал прообразом нынешнего памятника.
Памятный знак был сооружен осенью 2010 года по инициативе депутатов городского и областного советов. Авторы проекта — депутат городского совета Габриел Михайлов и дизайнер Сергей Фомичев.
Памятник был открыт 10 октября 2010 года. На открытии присутствовал и. о. Харьковского городского головы, кандидат в мэры Харькова Геннадий Кернес.
В первоначальном виде памятника было указано расстояние от Харькова до Северного полюса в 3933 км, в то время как истинное расстояние составляет не менее 4440 км. Памятный знак срочно исправили — 17 марта 2011 года надпись «3933 км» просто вырезали. Данная неточность даже превратилась в задание для областной Олимпиады по географии для школьников 9-х классов. Они должны найти ошибку и определить правильное расстояние от своего родного города до Северного полюса.

## Композиция

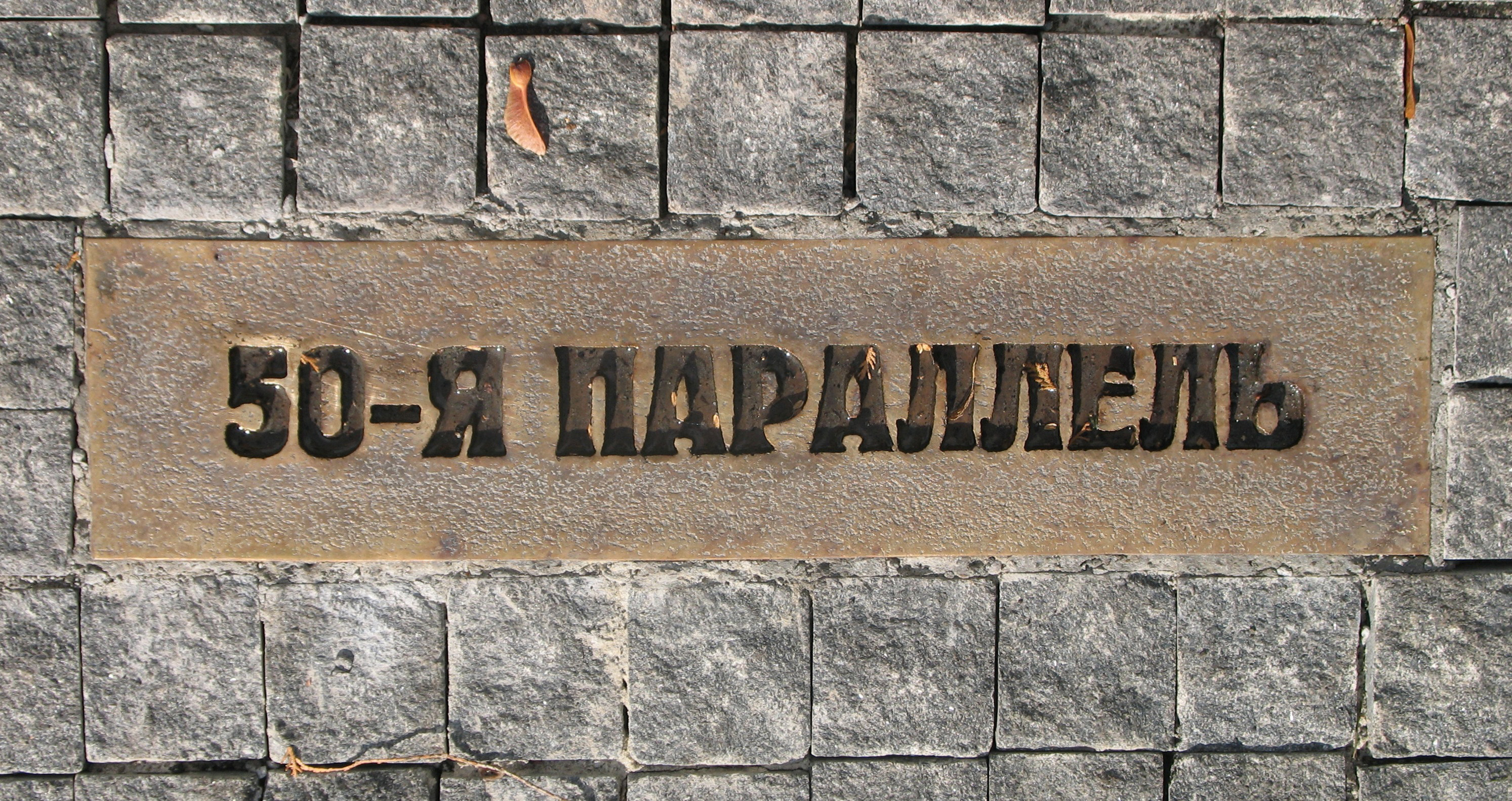
Вид таблички

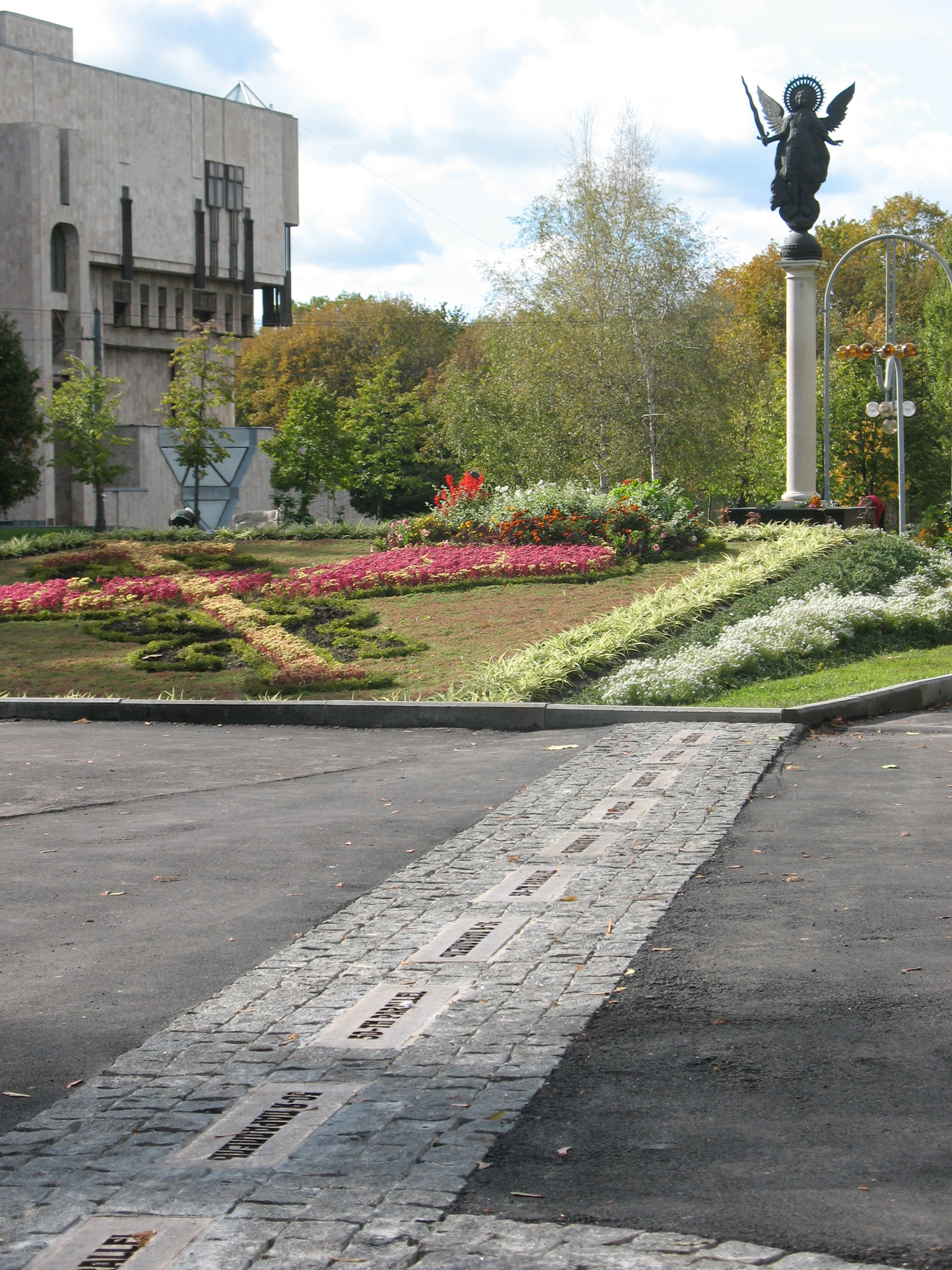
Общий вид самой параллели

Памятник представляет собой двадцать бронзовых и медных табличек с надписью «50-я параллель», которые расположены на аллее в виде прерывистой линии. В центре установлен выпуклый бронзовый круг с изображением земного шара и указанием некоторых крупнейших городов мира (Москва, Рим, Иерусалим, Париж, Дубай и Дели), и расстояния от них до Харькова. По периметру шара содержится повторяющаяся надпись «Харьков» на русском и «Kharkov» на английском языках.